# Rabotino

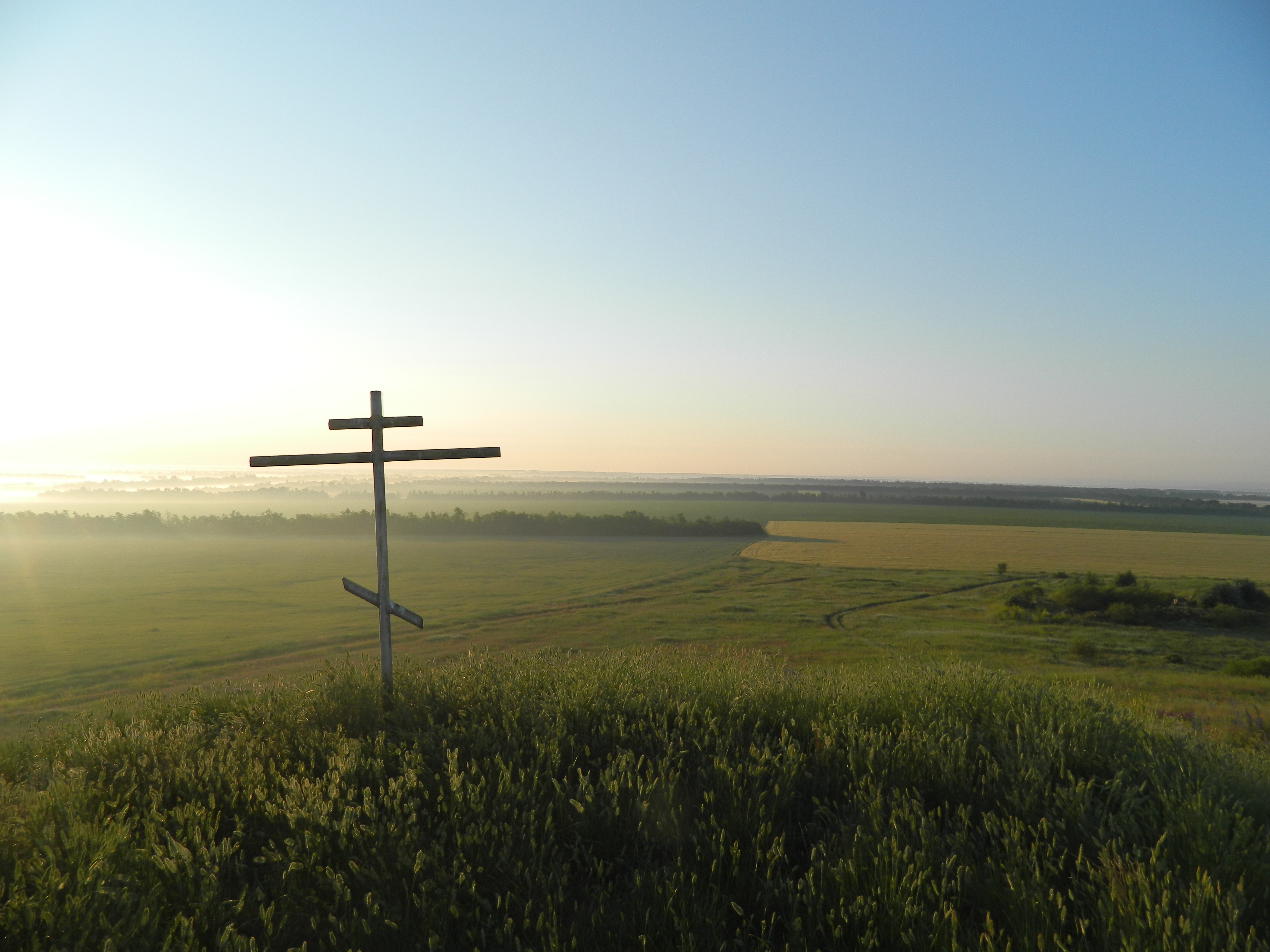
Região rural de Tokmak próximo a Rabotino

Rabotino (em ucraniano: Роботине, romanizado: Rabótine) é um pequeno vilarejo localizado no oblast de Zaporíjia na Ucrânia. Situado no sul do país, na região central da sua província, faz parte do raión de Pologi e do município (hromada) de Tokmak.
A vila fica a aproximadamente 15 quilômetros a sudeste de Orikhiv , 23 quilômetros ao norte de Tokmak e 70 quilômetros a sudeste de Zaporíjia. Em 2001 a aldeia do município de Tokmak contava com 480 habitantes. A 3,5 km a nordeste da aldeia existe uma reserva paisagística de importância local “Balka Uspenovskaya”.

## Conflito Russo Ucraniano
O pequeno vilarejo rural ganhou notoriedade pelo fato de estar na linha de contato do conflito militar Russo Ucraniano. Ocupada Pela Rússia em 2022 foi retomada pelas forças ucranianas no final de agosto de 2023, em fevereiro de 2024 foi considerado um dos pontos nevrálgicos do conflito, com a Rússia mobilizando grande número de tropas e equipamentos para sua recuperação.
A aldeia fica no contorno externo da linha de defesa fortificada das tropas russas, denominada linha Surovikin.